# Bandera de les Garrigues
La bandera oficial de les Garrigues té la següent descripció:
Bandera apaïsada, de proporcions dos d'alt per tres de llarg, verd fosc, amb la branca d'olivera groga fruitada de negre de l'escut, d'alçada 1/87% de la llargada del drap i d'amplada 1/31% de la mateixa llargada, posada en banda; tot el conjunt, emmarcat per una bordura de trenta-sis peces quadrades, grogues i vermelles.

## Història
Va ser aprovat el 27 de març de 2000 i publicat en el DOGC número 3121 de 14 d'abril de 2000.